# Krootuse
Krootuse situat în partea de sud-est a Estoniei, în regiunea Põlva. Este reședința comunei Kõlleste.
La recensământul din 2000, localitatea înregistra 430 locuitori.